# Distrito electoral federal 24 del estado de México
El XXIV Distrito Electoral Federal del Estado de México es uno de los 300 Distritos Electorales en los que se encuentra dividido el territorio de México para la elección de diputados federales y uno de los 40 en los que se divide el Estado de México. Su cabecera es el municipio de Naucalpan de Juárez.
El distrito XXIV del estado de México se encuentra en la región occidental del Valle de México. Desde 2022 el distrito electoral está conformado por la región sureste del municipio de Naucalpan de Juárez. Lo integran localidades como Lomas de Tecamachalco, San Lorenzo Totolinga, Ciudad de los Niños y San Francisco Cuautlalpan. Lo conforman 265 secciones electorales.

## Distritaciones anteriores

### Distritación 1996 - 2005
Entre 1996 y 2005 el territorio del Distrito 24 se localizaba en la región sur del municipio de Naucalpan. Lo integraban localidades como Izcalli Chamapa, San Rafael Chamapa, San José de los Leones y San Antonio Zomeyucan. Su cabecera distrital era Naucalpan de Juárez.
El Distrito 24 fue creado en 1977 por la Reforma política de ese año, con anterioridad a ésta, el Estado de México únicamente contaba con 15 Distritos Electorales, por lo que el Distrito 24 solo ha elegido diputados a partir de la LI Legislatura en 1979.

### Distritación 2005 - 2017
Entre 2005 y 2017 el Distrito 24 del Estado de México fue conformado por la región sureste del municipio de Naucalpan de Juárez. Lo integraban localidades como Minas Palacio, San Rafael Chamapa y Mártires de Rio Blanco. Su cabecera distrital era Naucalpan de Juárez.

### Distritación 2017 - 2022
Tras la distritación electoral nacional de 2014-2017 llevada a cabo por el Instituto Nacional Electoral, el distrito electoral federal permaneció en la misma región pero su territorio fue ampliado, su territorio fue integrado por localidades como Lomas de Tecamachalco, San Lorenzo Totolinga, Ciudad de los Niños y San Francisco Cuautlalpan. Su cabecera distrital era Naucalpan de Juárez.

## Diputados por el distrito
| Legislatura | Periodo                                       | Diputado                          | Grupo parlamentario                  |
| ----------- | --------------------------------------------- | --------------------------------- | ------------------------------------ |
| LI          | 1 de septiembre de 1979-31 de agosto de 1982  | Francisco Javier Gaxiola Ochoa    | Partido Revolucionario Institucional |
| LII         | 1 de septiembre de 1982-31 de agosto de 1985  | José Lucio Ramírez Ornelas        | Partido Revolucionario Institucional |
| LIII        | 1 de septiembre de 1985-31 de agosto de 1988  | Gerardo Robles González           | Partido Revolucionario Institucional |
| LIV         | 1 de septiembre de 1988-31 de octubre de 1991 | Jesús Ixta Serna                  | Partido Revolucionario Institucional |
| LV          | 1 de noviembre de 1991-31 de octubre de 1994  | Salomón Pérez Carrillo            | Partido Revolucionario Institucional |
| LVI         | 1 de noviembre de 1994-31 de agosto de 1997   | Héctor San Román Arreaga          | Partido Revolucionario Institucional |
| LVII        | 1 de septiembre de 1997-15 de marzo de 2000   | Guillermo González Martínez       | Partido Revolucionario Institucional |
| LVII        | 15 de marzo de 2000-7 de mayo de 2000         | Enrique Gazca Hernández           | Partido Revolucionario Institucional |
| LVII        | 7 de mayo de 2000-31 de agosto de 2000        | Guillermo González Martínez       | Partido Revolucionario Institucional |
| LVIII       | 1 de septiembre de 2000-31 de agosto de 2003  | Hilario Esquivel Martínez         | Partido Acción Nacional              |
| LVIII       | 1 de septiembre de 2000-31 de agosto de 2003  | Hilario Esquivel Martínez         | Diputado sin partido                 |
| LIX         | 1 de septiembre de 2003-31 de agosto de 2006  | Patricia Durán Reveles            | Partido Acción Nacional              |
| LX          | 1 de septiembre de 2006-31 de agosto de 2009  | Jorge Godoy Cárdenas              |                                      |
| LXI         | 1 de septiembre de 2009-1 de abril de 2012    | Sergio Mancillas Zayas            | Partido Revolucionario Institucional |
| LXI         | 10 de abril de 2012-31 de agosto de 2012      | Estefanía Durán Ortiz             | Partido Revolucionario Institucional |
| LXII        | 1 de septiembre de 2012-2 de marzo de 2015    | Irazema González                  | Partido Revolucionario Institucional |
| LXII        | 3 de marzo de 2015-31 de agosto de 2015       | Minerva Marisol Sánchez Hernández | Partido Revolucionario Institucional |
| LXIII       | 1 de septiembre de 2015-1 de octubre de 2015  | David Sánchez Guevara             | Partido Revolucionario Institucional |
| LXIII       | 1 de octubre de 2015-31 de agosto de 2018     | Alejandro Juraidini Villaseñor    | Partido Revolucionario Institucional |
| LXIV        | 1 de septiembre de 2018-31 de agosto de 2021  | Ángeles Huerta del Río            | Movimiento Regeneración Nacional     |
| LXV         | 1 de septiembre de 2021-31 de agosto de 2024  | Gabriela Olvera Higuera           | Partido Acción Nacional              |
| LXVI        | 1 de septiembre de 2024-                      | José Luis Durán Reveles           | Partido Verde Ecologista de México   |

## Resultados electorales

### Elecciones de 2024
|  | 58.77 % |

|  | 29.26 % |

|  | 9.36 % |

|  | 0.08 % |

|  | 2.53 % |

|  | 100.0 % |

|  | 61.48 % |

### Elecciones de 2021
|  | 42.97 % |

|  | 42.30 % |

|  | 5.51 % |

|  | 3.37 % |

|  | 1.90 % |

|  | 0.97 % |

|  | 0.08 % |

|  | 2.90 % |

|  | 100.00 % |

|  | 45.75 % |

### Elecciones de 2018
|  | 49.12 % |

|  | 26.59 % |

|  | 21.52 % |

|  | 0.07 % |

|  | 2.70 % |

|  | 100.00 % |

|  | 61.42 % |

### Elecciones de 2015
|  | 33.94 % |

|  | 23.41 % |

|  | 14.23 % |

|  | 6.82 % |

|  | 5.14 % |

|  | 3.45 % |

|  | 3.26 % |

|  | 2.94 % |

|  | 1.69 % |

|  | 0.13 % |

|  | 5.0 % |

|  | 100.00 % |

### Elecciones de 2012
|  | 45.12 % |

|  | 29.68 % |

|  | 19,67 % |

|  | 2.77 % |

|  | 0.12 % |

|  | 2.64 % |

|  | 100.00 % |

### Elecciones de 2009
|  | 47.69 % |

|  | 29.89 % |

|  | 7.17 % |

|  | 5.95 % |

|  | 2.59 % |

|  | 0.99 % |

|  | 0.16 % |

|  | 5.55 % |

|  | 100.00 % |

### Elecciones de 2006
|  | 37.11 % |

|  | 30.14 % |

|  | 21.39 % |

|  | 5.43 % |

|  | 3.62 % |

|  | 0.46 % |

|  | 1.82 % |

|  | 100.00 % |